# Hazael
Hazael (en hebreu significa "Déu ha vist") va ser un oficial de la cort i, posteriorment, rei arameu, que apareix citat a la Bíblia. Un es referia primer a ell quan Déu deia al profeta Elies que l'ungiria com a rei de Síria.
Anys després, el rei sirià Hadadezer va caure malalt i envià el seu oficial de la cort, Hazael, amb regals a Eliseu, el successor d'Elies. Eliseu digué a Hazael que comuniqués a Hadadezer que es recuperaria, però també revelà a Hazael que el rei moriria. L'endemà del retorn a Damasc, Hazael l'asfixiava i prenia el poder.
Durant el seu regnat d'uns 37 anys (c. 842 aC - 805 aC), Hazael portà l'exèrcit arameu a la batalla contra les forces del rei Jehoram d'Israel i el rei Ahaziah de Judà. Després de derrotar-los a Ramoth-Gilead, Hazael repel·lí dos atacs dels assiris, a l'est de territori israelita a Jordània, a la ciutat filistea de Gath, i intentava conquerir Jerusalem.
Una monumental inscripció en arameu descoberta a Tel Dan, visitada per molts estudiosos, és de l'època de Hazael, i lloa la derrota sobre els reis d'Israel i Judà. Excavacions recents a Dir es-Safi, a Gath, mostren proves d'un dramàtic setge i la posterior conquesta de Gath per Hazael.
La destrucció de l'assentament de Tell Zeitah durant el segle ix aC també pot ser el resultat de la campanya de Hazael. El rei Jehoash de Judà impedí la invasió de Hazael subornant-lo amb el tresor del palau reial i del temple; amb aquestes dades Hazael ja no és més citat a la Bíblia.